# Laisenia Qarase
Laisenia Qarase, född 4 februari 1941 i Mavana på ön Vanuabalavu, Lauöarna, död 21 april 2020 i Suva, var Fijis premiärminister från 2000 till 2006, då han avsattes i en militärkupp.